# Bernd Kebelmann
Bernd Kebelmann (* 31. Oktober 1947 in Rüdersdorf bei Berlin) ist ein deutscher Chemiker, Lyriker und Erzähler sowie Projekt- und Rundfunkautor. Eine fortschreitende Erblindung führte ihn von der Arbeit in der Chemieindustrie zum literarischen Schreiben. Erst nach der Friedlichen Revolution in der DDR erschienen Kebelmanns erste Bücher, entwickelte er eigene literarische Kunstprojekte und begann mit der Rundfunkarbeit und den Bühnenauftritten.

## Leben
Kebelmann studierte von 1966 bis 1971 an der Universität Greifswald Chemie bis zum Diplom. Noch vor seinem Studienabschluss heiratete er eine Mitstudentin. Das Paar bekam drei Söhne. Als Diplom-Chemiker arbeitete Kebelmann in der Forschung und im Umweltschutz des Rüdersdorfer Chemiewerks, bis er 1982 krankheitsbedingt ausschied.
Von 1975 bis 1978 war er Gemeinderatsmitglied und Gesprächskreisleiter in der Ev. Hoffnungskirche Alt-Rüdersdorf und nahm bis Mitte der 1980er Jahre an kirchlichen Aktivitäten zur Friedensdekade in Ostberlin teil. Ab 1983 arbeitete er ehrenamtlich in der Blindenselbsthilfe des Kreises Fürstenwalde/Spree. Später beantragten die Eltern und der erwachsene Sohn die Ausreiseerlaubnis aus der DDR. Die Familie wohnte seitdem in Westfalen. Seit 2010 leben Kebelmann und seine Ehefrau in Berlin.
Kebelmann ist seit 1990 Mitglied im Verband deutscher Schriftstellerinnen und Schriftsteller, seit 1998 in der Europäischen Autorenvereinigung Die Kogge in Minden, seit 2008 in der deutsch-polnischen Lyrikergruppe QuadArt Reutlingen/Gdańsk, seit 2013 in der Gesellschaft für Neue Literatur Berlin, seit 2016 im Danziger Poetenclub, seit 2017 in der Künstlergilde Esslingen, seit 2020 im Literaturkollegium Brandenburg (LKB Potsdam).
Für seine literarischen und Projektarbeiten erhielt er Förderpreise und Stipendien. 1995 erfolgte für seine mit Krefelder Künstlern inszenierte Tastwege-Dunkelausstellung der Eintrag in das Goldene Buch der Stadt Krefeld. Kebelmann erhielt vom Land NRW für seine Erzählung „Stummfilm für einen Freund“ 2001 ein Förderstipendium. 2006 bekam er den Förderpreis des Deutschen Blindenhilfswerks Duisburg e. V. für sein europaweites Projekt „Lyrikbrücken“ und 2017 den ersten Preis für Kurzprosa von der Künstlergilde Esslingen e. V. Die Künstlergilde ehrte Kebelmann 2022 mit dem Andreas Gryphius Preis für sein literarisches Gesamtwerk, Laudatio durch  Dagmar Dusil, Bamberg.

## Schriftstellerische Arbeit
Erste Gedichte und Reportagen schrieb Kebelmann als Oberschüler und Chemiestudent. 1983 war er Nachwuchsautor im Aufbau-Verlag Berlin, ab 1984 Gastautor im Schriftstellerverband Frankfurt/Oder. Während seiner Sozialarbeit in der Blindenselbsthilfe entstanden journalistische Texte, Gedichte und erste Prosa. Er veröffentlichte im Blinden-Jahrbuch Die Brücke sowie in der Zeitschrift Die Gegenwart. Gedichte, Reportagen und Prosaskizzen erschienen in der Evangelischen Monatszeitschrift „Die Zeichen der Zeit“, in Anthologien der Evangelischen Verlagsanstalt Berlin und kleineren DDR-Verlagen. Nach der friedlichen Revolution und der Gründung zahlreicher Kleinverlage veröffentlichte der Autor vor allem im Bonsai-typ Art Verlag Berlin, zunächst Gedichte in der Anthologie Zug(in der)Luft 1991, sodann die Gedichtbände Menschliche Landschaften 1993 und Ein-Stein 1997, dazu die Kurzprosa Requiem für Gran Partita 1996. Der Aufsatz über berufliche Erfahrungen in der DDR, Buridans Esel im Umweltschutz, erschien 1996 in der Zeitschrift „Universitas“.
Die umfangreiche Erzählung Stummfilm für einen Freund, Kebelmanns erstes Buch in der dahlemer verlagsanstalt Berlin, griff die Umweltproblematik in der DDR an einem Extrembeispiel auf und berichtete von verlorenen Illusionen.
Der Autor schreibt neben Gedichten Kurzgeschichten und Glossen zu den Themen „Blindheit“ und „Blindheit der Sehenden“; die meisten dieser Texte erschienen bis 2010 in den Jahrbüchern der Blinden-Selbsthilfe. Kurze Texte findet man auch in Anthologien des Pop Verlags Ludwigsburg oder dessen Literaturzeitschrift Matrix.

## Lyrische Arbeiten. Vertonte Gedichte
Die Zusammenarbeit mit dem Kantor G. Blum in Westfalen führte zu Kirchenlesungen mit Orgelmusik, Gedichten und Meditationen. Kebelmanns Libretto nach Grimms Märchen Die neuen Bremer Stadtmusikanten, zu dem G. Blum komponierte, wurde ab 1991 als Singspiel aufgeführt und erschien 1992 im ASINUS-Verlag Oer-Erkenschwick (Hrsg. Heinz Gregel). Pfarrer Gottfried Winter, Groß Breese (Prignitz), übersetzte den Text ins Prignitzer Platt; er erschien 2009 im Hinstorff Verlag Rostock. Blum vertonte 1991 auch die Gedichte aus Kebelmanns erstem Hiddensee-Buch. Text und Musik erschienen 1993 als Hörbuch in Marburg/Lahn.
Mehrere Künstlerbücher mit Kebelmanns Gedichten, ergänzt durch Radierungen, Druckgrafiken und Malerei erschienen in den 1990er Jahren, so z. B. das Langgedicht Silicon Beach 1998 in der „Edition Augenweide“, einem international renommierten Künstlerbuch, früher bereits Hommage à Caspar David Friedrich sowie die Künstlermappe Jazz. 2014 gab Florian Söll ein Künstlerbuch heraus, das über Kebelmanns Art zu schauen mit eigenen Bildern und Texten reflektiert.
Der Komponist Burghardt Söll (Leiden/Niederlande), vertonte die Gedichte Die Sonne und Stechlin aus dem Gedichtband Menschliche Landschaften für Sopran, Cello und Klavier. 1993 schrieben Kebelmann und Svend Pedersen (Kopenhagen) das Lyrikbuch Atelier Ma(h)lzeit, sie begleiteten bildende Künstler aus 17 Ländern Europas.
Die Mitgliedschaft des Autors in der Europäischen Autorenvereinigung Die Kogge führte seit 1998 zu Kontakten mit fremdsprachigen Autoren, zu Lesereisen mit Kebelmanns Lyrikbrücken-Projekt und zur Teilnahme am Festival „Dichter ohne Grenzen“ in Glaz/Polen. Später erschienen Deutsch-Polnische Lyrikbände zu Lesereisen der Künstlergruppe „QUADART“. Zahlreiche Gedichte Kebelmanns wurden in Anthologien, Jahrbüchern und Kalendarien nachgedruckt, seit 2005 vor allem im Verlag am Eschbach. Im Auswahlband der Lyriker aus NRW zur RUHR.2010 – Kulturhauptstadt Europas war Kebelmann mit dem Gedicht Sprachhaut vertreten. Gern nutzt der Autor die knappe Form des japanischen Haiku. Im Reiseroman Blind Date mit Ägypten zum Beispiel beginnt jedes der mehr als 100 Kapitel mit einem solchen Vers.

## Prosaarbeiten
Erste lyrische Prosa über die Insel Hiddensee schrieb der Autor 1987; das Hörbuch erschien 1993. Nach einer Inselreise 1991 entstand das Buch Insel wo Träume ankern. Zwölf Jahre später schrieb Kebelmann Hiddensee mon amour. Eine doppelte Liebesgeschichte. Seit 1995 steht der Autor mit dem deutsch-kambodschanischen Cellisten Sonny Thet auf der Bühne. Zu dessen Lebensgeschichte schrieb er zwei szenische Biografien. Die erste erschien 2009 als Sonny Thet – mein musikalisches Doppelleben in Kambodscha und Deutschland im Agenda-Verlag Münster, später eine zweite, überarbeitete Version als Sonny Thet – Mein Lied vom Mangobaum.
2014 erschien Jesus in der Samariterstraße. 17 Erzählungen, in der der Autor Krankheits- und Alterserfahrungen, ebenso wie reale und fiktionale Zeitgeschichte behandelt. Hauptthemen sind die von Machtpolitik und Umweltzerstörung bedrohten Verhältnisse und das vorhersehbare Schicksal alternder Zeitgenossen. Kebelmanns umfangreichste Prosaarbeit bisher ist die nacherzählte Reise- und Religionsgeschichte „Blind Date mit Ägypten“, Ergebnis einer Fahrt sehbehinderter deutscher Frauen  von Kairo nilaufwärts bis Abu Simbel. Der Studentenroman Trunkene Formeln bei Boddenlicht führt ins Greifswald der 1960er Jahre.
Mit Hans ins Glück setzte der Autor seine autofiktionale Familiengeschichte fort. 2022 erschienen von diesen auf sieben Bände angelegten Erzählungen eines Jahrhunderts um Brandenburgs Bergbauort Kalkdorf die ersten beiden Bände, Splitternde Kindheit und Drei Brüder im Spiegel bei brechendem Licht. Sie erzählen Bennos Familiengeschichte zwischen 1947 und 1966.

## Aufsätze, Essays
Nach seiner TASTWEGE-Ausstellung 1997 in Dresden lud das Deutsche Hygiene-Museum den Autor 2000 zur Mitarbeit an Ausstellung, Tagung und Katalog „Der (im-)perfekte Mensch“ ein. Später erschien Kebelmanns Aufsatz „Performance als Lebenskunst – Körperbewusstsein in der Augenscheingesellschaft“.
Im Umfeld der Blinden-Selbsthilfe im Kreis Fürstenwalde sowie in Westfalen hielt der Autor Vorträge über die Blinden und das Blindenwesen. Von 2003 bis 2005 erschien Kebelmanns Essay über Behinderte und ihre Rolle als Gesellschaftspartner in Zeitschriften und im Internet.
Für „die horen“ schrieb Kebelmann 2007 „Chemie und Literatur, in Memoriam Walter E. Richartz“. In seinen „riskanten Betrachtungen“ wandte der Chemiker analytische Methoden auf die Sprache der Literatur an und reflektierte über das Verhältnis von Geistes- und Naturwissenschaften.

## Projektarbeiten
Animiert durch die Ausstellung „Plastik zum Begreifen“,  eine erste „Tastausstellung“ für Blinde in Deutschland, verfasste Kebelmann Lyrik zu dem Thema. Im Frühjahr 1989 begann in West-Berlin Kebelmanns enge Mitarbeit an der Tastausstellung „Hände, die sehen können“ (Andreas Weiß, Günther Messer-Ladwig), in der Kaiser-Wilhelm-Gedächtniskirche. 1992 arbeitete Kebelmann kurzzeitig mit dem Dialog im Dunkeln der Frankfurter Blindenanstalten zusammen. Er betreute in Soest, Hamburg und Dresden, in München und Salzburg ein „Tastmuseum“.
Bald entwickelte Kebelmann sein erstes eigenes Literatur- und Kunstprojekt „Skulptur & Literatur“, Dunkelausstellungen zeitgenössischer Bildhauerkunst. Sie führten ihn von 1992 (Datteln) bis 2006 (Neumünster, Braunschweig) in Kunstmuseen, Ateliers und Kirchen zwischen Duisburg, Dresden und Kiel. Er kuratierte und eröffnete 17 originäre Kunstausstellungen, las im dunklen Ausstellungsraum Lyrik zur Begleitmusik von befreundeten Musikern. Schon 1993 präsentierte der Autor sein Projekt im WDR-Regionalfernsehen Köln (KUK). Erste Artikel und Kataloge zu Projektausstellungen erschienen. Kebelmanns Dunkelausstellung im Wilhelm Lehmbruck-Museum Duisburg führte zu einem Gedichtband mit Texten von vier Gastautoren. Im Katalog zur Krefelder Dunkelausstellung mit Skulpturen der Gemeinschaft Krefelder Künstler (GKK) erhielt Kebelmanns Projekt den Namen „TASTWEGE“.
Kebelmanns Kunstprojekt „Lyrikbrücken“ ein europaweites Audio-Art-Projekt blinder Lyriker, lebt von den besten Texten der Dichter. Bei Lesungen auf Deutsch und in den jeweiligen Muttersprachen reisten Gruppen blinder Lyriker mit Musikern durch Europa. 2009, zur Buchmesse Leipzig folgte ein dreitägiger Lesemarathon. Ein „Lyrikbrücken“-Lesebuch in zehn Sprachen erschien dazu in Berlin. 2013 folgten weitere Lyrikbrücken-Abende im Kleisthaus Berlin.
Zu den ersten sechs Audio-Art-Programmen gab die dahlemer verlagsanstalt schon 2006 Hörbücher heraus. Der Aufnahmeleiter Michael Schulte und der Autor erstellten eine Höbuch-Collage von sechs CDs aus den Programmen des Leipziger Lesemarathons von 2009.

## Bühnenarbeit. Moderation
Seit 1995 steht der Autor mit Musikern auf der Bühne, die seine eigenen lyrischen Texte oder die Prosa vertonen, zum Teil auf verdunkelter Bühne in Form von „Dunkellesungen“.
2000 bis 2003 moderierte Kebelmann Jazzkonzerte im „Dunkelzelt“ auf dem Moers Festival und las seine Gedichte im Dunkelzelt: „Konzerte im Dunklen. Die Idee hinter diesen ca. 30-minütigen Konzerten prominenter Jazzmusiker in völlig abgedunkelter Atmosphäre ist es, den eigenen Hörsinn zu sensibilisieren. Die Konzerte, die von der Aktion Mensch gefördert werden, moderiert der blinde Schriftsteller Bernd Kebelmann, der neben den Moderationen auch Lesungen im Dunkeln durchführen wird.“
Seitdem gehört zu den Solomusikern, die Kebelmann begleiten, auch der Saxophonist Frank Gratkowski.
Als weitere Solomusiker haben mit Kebelmann bei Projekten und Einzellesungen vor allem folgende Solisten auf der Bühne gearbeitet: Spanische Gitarre: Norbert Klein, Duisburg; Cello: Sonny Thet, Berlin; Gitarre, E-Violine: Andreas Heuser, Dortmund.

## Rundfunkarbeiten. Hörbeispiele
Kebelmann schrieb für den Rundfunk Hörbilder und literarische Features über Johannes Bobrowski, Günter Eich, Erich Fried und den blinden Bildhauer Dario Malkowski. Auch ein Feature über den Tastsinn entstand.
Kebelmanns für den Rundfunk geschriebenes Hörbild Alpträume auf der Orgelbank wurde 2019 von dem Komponisten und Kantor Dietmar Gräf, Bad Wörishofen, vertont und beim Jahrestreffen der Künstlergilde in Esslingen uraufgeführt.

## Werke (Auswahl)

### Bücher
- Blind Date mit Ägypten. Ein Reiseroman Pop Verlag, Ludwigsburg 2017, ISBN 978-3-86356-153-6.
- Hans ins Glück : wer frei sein will muss fliegen. Ein Familienroman. Ostwestdeutschland 1972–1992, ISBN 978-3-86465-142-7
- Trunkene Formeln bei Boddenlicht. Ein Studentenroman. Greifswald 1966–1971. trafo Literaturverlag, Berlin 2018, ISBN 978-3-86465-111-3.
- Jesus in der Samariterstraße. Erzählungen. Berlin, Dahlemer Verl.-Anst. 2014, ISBN 978-3-928832-51-9
- Hiddensee mon amour: eine doppelte Liebesgeschichte. Rostock; Bargeshagen: Verl. BS 2011, ISBN 978-3-86785-173-2
- Stummfilm für einen Freund. Tragikomödie im Dorfkinosaal. Berlin : Dahlemer Verl.-Anst. 2001, ISBN 978-3-928832-11-3
- Insel wo Träume ankern. Liebesgeschichte, Reisebericht und Träume vom „süßen Land“ bei Rügen. Hrsg.: Bücherloge e.V. Mecklenburg-Vorpommern, Altstadt Verlag, Rostock 1999, ISBN 978-3-930845-47-7; als Hörbuch bei: Deutsche Blindenstudienanstalt Marburg/Lahn, Registernummer: 8322.

### Gedichte
- Glaub mir nicht, widersprich doch / Nie wierz mi, zaprzecz. Ins Polnische übertragen von Małgorzata Płoszewska. Verlag Ars pro Memoria, Starachowice 2010, ISBN 978-83-62359-02-8.
- Im Zickzack der Zeit / W zygzaku czasu. Drei Gedichte. ISBN 978-83-62359-40-0.
- Auf dem Tastweg. Gedichte zum literarischen Kunstprojekt Tastwege 1992–2006. dahlemer verlagsanstalt, Berlin 2007, ISBN 978-3-928832-31-1.
- Menschliche Landschaften. BONsai-typART Wilfried M. Bonsack, Berlin 1993, ISBN 978-3-910183-06-3.
- Andrzei Bartynski (Hrsg.) Poeci bez granic / Dichter ohne Grenzen. Gedichte Deutsch – Polnisch. (Übersetzung: M. Płoszewska) Sprachhaut / Skora mowy, Vom Fliegenlernen / O nauce latania, Exerzitien / Cwiczenia i egzorcyzmy, II. Internationales Poesiefestival Polanica Zdroj, November 2005. Verlag WORD–PRESS, Wrocław 2006, ISBN 83-88605-05-4.
- M. Płoszewska (Hrsg.) Berührung – Dotyk - 15 Tastgedichte deutsch/polnisch. Neue Cranach Presse, Kronach 2008.
- Das kleine Buch der Berührung / mała Księga dotyku 32 gedichte deutsch/polnisch(Ü. M. Płoszewska) ISBN 978-83-62359-32-5.

Im selben Verlag: Reihe Poesieprogramme Internationale Lyrikergruppe QuadArt
- Wenn es nichts gibt das uns verwundert was ist dann das was wir verlieren / Jeśli nie to jest tym co zachwyca to czym jest to co tracimy 2010, darin sieben Gedichte deutsch/polnisch (Ü. M. Płoszewska) ISBN 978-83-62359-14-1.
- Öffne die Hand / Otwórz dłoń 2013, darin zehn Gedichte deutsch/polnisch (Ü. M. Płoszewska) ISBN 978-83-62359-46-2.
- flucht vor spiegeln / ucieczka przed lustrami 2015, darin neun Gedichte (Ü. M.Płoszewska) ISBN 978-83-62359-74-5.
- Was um uns ist, ist in uns / To, co jest wokół nas, jest w nas 2016, neun Gedichte (Ü. M. Płoszewska) ISBN 978-83-62359-77-6.
- wort für wort / słowo w słowo 2016 zehn Gedichte (Ü. M. Płoszewska) ISBN 978-83-62359-76-9.
- Kultur- und Literaturmagazin ARS pro MEMORIA für die Heiligkreuz-Region (Polnisch) ISSN 2299-0240.
- Ein Fenster bis zum Horizont / Okno po horyzont darin fünf Gedichte, deutsch/polnisch (Ü. M. Płoszewska), Reihe "LYRIK DER GEGENWART 10", Band 2 (Hrsg.: Małgorzata Płoszewska) EDITION ART SCIENCE, Wien - St. Wolfgang 2011, ISBN 978-3-902157-89-8.
- "Störtebekers Fliege" Deutsch in WortOrt 2005 (Hrsg. Kulturkreis Altes Rathaus Ortenberg) Polnisch (Ü. M. Płoszewska) in: Kulturzeitschrift Zarys 4, Deutsch-Polnischer Kulturverein e.V. SALONik, Darmstadt 2005; ISSN 1613-0375
- Ursula Wyrwisch und Christiane Treder (Hrsg.) Anzeichen 6: Neue Prosa und Lyrik von 30 Autoren Evangelische Verlagsanstalt, Berlin 1988, ISBN 978-3-374-00565-9. Drei Gedichte: "Rede an ein Gras" (S. 169), "Stückchen Relief Bode-Museum" (S. 171), "Berufswahl" (S. 171).
- Gabriele Stoerk und Manfred Wolter (Hrsg.)Anderssein. Von Jesus bis Janka. Anthologie Berliner Verlagsanstalt Union GmbH, Berlin 1990, ISBN 978-3-372-00386-2. Gedicht: "Blind" (S. 104).
- "Schneewinter" in Ein Licht für jeden Augenblick. Worte wie Sterne für jeden Tag des Jahres Verlag am Eschbach 2018, ISBN 978-3-86917-635-2.

### Herausgeberschaften
- mit Małgorzata Płoszewska: Kaperfahrten. Neue Geschichten von Mensch zu Mensch, auf Raubzügen literarischer Art zehn Jahre lang in der Eifel erbeutet, erfunden, notiert, von 2009 bis 2018 ins Bordbuch eingetragen POP-Verlag, Ludwigsburg 2019, ISBN 978-3-86356-259-5.
- mit Małgorzata Płoszewska: Lyrikbrücken. Lesebuch in zehn Sprachen. dahlemer verlagsanstalt, Berlin 2009, ISBN 978-3-928832-30-4.
- mit Hugo Ernst Käufer, Małgorzata Płoszewska und Friedrich-Wilhelm Steffen: Strandgut – Neue Geschichten von Mensch zu Mensch, in Himmerod gesammelt Himmerod Drucke, Himmerod 2009, ISBN 3-921632-44-7.
- mit Svend Pedersen Atelier Ma(h)lzeit. In: Atelier europa Bergstr.13 A, 45731 Waltrop, Druck: Fa. Buschhausen, Herten 1993

### Aufsätze
- Begreifbare Kunst in Brandenburg. Aufsatz zum 10-jährigen Ausstellungsjubiläum in der Petrikapelle am Brandenburger Dom. In: Die Zeichen der Zeit. Heft 8/1988, Monatsschrift der Evangelischen Verlagsanstalt Berlin.
- Begreifbare Kunst in Brandenburg. In: Leopold Esselbach (Hrsg.): Kirche auf märkischem Sand. Evangelische Verlagsanstalt, Leipzig 1991, ISBN 3-374-01385-6, S. 97, 104.
- Innenansicht – als Patient in der Ziegelstraße. In: BSV Zentralvorstand Berlin (Hrsg.) Die Brücke. Über die Blindheit und das Sehen. Kalender 1985. Jahrbuch des BSV 1985, Verlag Deutsche Zentralbücherei für Blinde (DZB) Leipzig, ISSN 0521-2316, S. 32ff.
- Behinderungen, ein Essay. In: Die Brücke für das Jahr 1986. ISBN 3-7465-0000-1, S. 70–73.
- Ein kleiner Anfang; zur Geschichte des BSV im Kreis Fürstenwalde/Spree und Plastik 1985 Berlin - Meißen - Brandenburg. In: Die Gegenwart. Heft 9/1985; Organ des BSV der DDR, Verlag DZB Leipzig 1985, ISSN 0016-5859

### Sonstiges
- Kunst für Hand und Kopf, Doppelkopf, Auferstehung, Leben und Tod. Vier Betrachtungen. In: Andreas Weiß (Hrsg.): Hände, die sehen können. Plastik- und Skulpturenausstellung für Blinde und Sehende. Katalog zur Tastausstellung der Kaiser-Wilhelm-Gedächtniskirche, Berlin 1989.
- mit Tanja Nejlubina: Die neuen Bremer Stadtmusikanten. Frei erzählt und gereimt nach den Brüdern Grimm, mit kolorierten Grafiken der Berliner Künstlerin. worttransport.de Verlag, Berlin 2018.
- Auswahl '84: Neue Lyrik, neue Namen Aufbau Verlag, Verlag Neues Leben, Verlag Volk und Welt Foto des Autors und Gedicht "Auf der eigenen Spur" (S. 60–63) © Verlag Neues Leben Berlin 1984 Lizenznummer: 303(305/15/84)
- "Buridans Esel im Umweltschutz" - über die Umweltschutzarbeit in der DDR". In: Christian Rotta (Hrsg.) Universitas - Zeitschrift für interdisziplinäre Wissenschaft Wissenschaftliche Verlagsgesellschaft mbH Stuttgart, Heft 7 / Juli 1996 51. Jg. # 601
- Sonny Thet – Mein Lied vom Mangobaum, ARS pro MEMORIA, Starachowice, Polen 2016, ISBN 978-83-62359-73-8.

### Adaptionen
- Neien Bremeschen Stadtmuskanten. Märchenspoel in veer Biller frei naoh de Bröörer Grimm, Ins Prignitzer Plattdeutsch übertragen von Gottfried Winter, veröffentlicht in: "Jahrbuch der Johannes Gillhoff Gesellschaft (hrsg. v. Hartmut Brun) Hinstorff Verlag, Rostock 2009